# Jack Hartshorne
John "Jack" Hartshorne (25 tháng 3 năm 1907 – 1971) là một cầu thủ bóng đá người Anh có 91 lần ra sân ở Football League cho Lincoln City, 100 lần ra sân trên mọi đấu trường, trước khi trở lại bóng đá non-league cùng với Grantham và Boston United. Ông thi đấu ở vị trí hậu vệ phải.